# 一般化された原子価結合
一般化された原子価結合（いっぱんかされたげんしかけつごう、英: generalized valence bond、略称: GVB）法は、現代原子価結合法によって用いられる一般的な方法において柔軟な軌道を用いる最も単純で最も古い原子価結合法の一つである。この手法は1970年頃にウィリアム・A・ゴダード3世のグループによって開発された。

## 理論
現代原子価結合理論で議論される水素分子についての一般化されたコールソン＝フィッシャー理論が、分子内の全ての電子対を記述するために用いられる。それぞれの電子対のための軌道は基底関数系の観点から拡張されており、直交していない。異なる電子対からの軌道は直交させられる（強力な直交条件）。この条件によって計算が単純化されるが、多少の困難さが生まれる。

## 計算
一部のプログラム、特にGAMESS (US) におけるGVBのコードは、軌道の縮退を維持している2つのπ電子分子軌道中の1個あるいは3個の電子、といった様々な制限付き開殻ハートリー＝フォック計算を行うために使うこもできる。この波動関数は、制限付きハートリー＝フォック法の1行列式関数ではなく、本質的に2行列式関数である。